# À la bonne heure (France)
Pour les articles homonymes, voir À la bonne heure.
À la bonne heure était une émission quotidienne de divertissement de RTL diffusée du lundi au vendredi de 11 h à 12 h 30 en direct et en public.
Elle était animée par Stéphane Bern et par différents chroniqueurs dont certains revenaient de façon journalière : Patrice Carmouze, Régis Mailhot, Éric Dussart et Raphaëlle Valenti en tant que speakerine.

## Historique de l'émission
« Souhaitant vivre de nouvelles aventures », Stéphane Bern décide de quitter France Inter où il animait, avec succès, l’émission Le Fou du roi depuis février 2000.
Stéphane Bern débarque sur RTL avec sa nouvelle émission À la bonne heure le 22 août 2011 avec comme invité Jack Lang.
À la bonne heure est diffusée en direct et en public depuis le Studio 4 du lundi au mercredi et depuis le Grand Studio de RTL les jeudis et vendredis .
Comme à l’époque du Fou du roi, l’émission est, à quelques reprises, délocalisée à l’extérieur. Ainsi, le 2 septembre Stéphane Bern et son équipe reçoivent Martine Aubry en direct de Lille .
Ce programme marque le retour à la radio de Didier Porte depuis son licenciement de France Inter en juin 2010.
À la fin de la saison 2020, l'émission À la bonne heure est supprimée de la grille de RTL, la station avançant une audience insuffisante.

## Principe

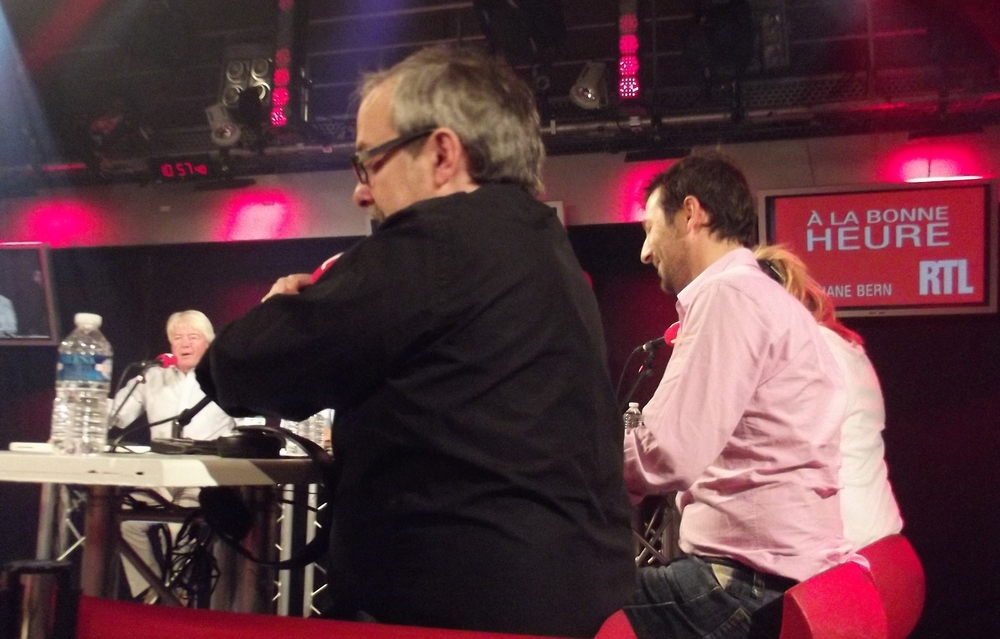
Didier Porte et Régis Mailhot sur le plateau.

L'émission reprend en grande partie le principe du Fou du Roi, où un invité ou un groupe d'invités est interviewé par Stéphane Bern et ses chroniqueurs, entrecoupé de chroniques humoristiques quotidiennes ou hebdomadaires. Une grande partie des chroniqueurs sont aussi des anciens du Fou du Roi (Patrice Carmouze, Régis Mailhot, Éric Dussart, Joëlle Goron, Danielle Moreau, Didier Porte, Alix Girod de l'Ain), avec quelques nouveaux (Charlotte des Georges, Éric Naulleau, Liane Foly, Isabelle Morini-Bosc, Sandrine Sarroche…)

## Déroulement de l’émission
Stéphane Bern est entouré de cinq chroniqueurs. Le rôle de l’Impertinent est joué par Patrice Carmouze du lundi au mercredi, par Didier Porte le jeudi et par Éric Naulleau le vendredi. Chaque jour Charlotte des Georges brosse un portrait décalé de l’invité.
En seconde partie d’émission, et de manière quotidienne, Régis Mailhot présente sa chronique humoristique : Le jeu des auditeurs le lundi, Les drôles d’infos le mardi, Putain d’époque le mercredi, Nos amis les people le jeudi et Le vendredi c’est saloperie le vendredi. Éric Dussart propose quant à lui un zapping satirique de ce qui est passé la veille à la télévision. Bilco fait son billet du jour.
D’autres chroniqueurs et chroniqueuses apparaissent d'une façon plus aléatoire : Liane Foly, Joëlle Goron, Isabelle Morini-Bosc, Danielle Moreau, Charlotte Bouteloup, Anasthasie Tudieshe, Claudia Tagbo, Arnaud Demanche, le comédien Stéphane De Groodt